# Colin Drake
Pour les articles homonymes, voir Drake.
Colin Drake est un acteur britannique, né le 8 mars 1917 en Angleterre, et mort le 27 mars 2011 à Auburn en Californie.

## Filmographie

### Cinéma
- 1958 : Les Racines du ciel (The Roots of Heaven) : un journaliste
- 1960 : Chérie recommençons (Once More, with Feeling!) : un docteur
- 1960 : Comme elle est! : général Flash
- 1961 : Dynamite Jack : Larry Schultz
- 1962 : Les Parisiennes : un collaborateur de Parker
- 1962 : Les Ennemis : le responsable du FBI
- 1963 : À toi de faire... mignonne : colonel Willis
- 1963 : Charade : Hamilton Bartholomew
- 1963 : Faites sauter la banque ! : le confrère anglais
- 1964 : Allez France ! : le gentleman aux jumelles
- 1965 : Trois chambres à Manhattan
- 1965 : Quoi de neuf, Pussycat? (What's New Pussycat?) : Durell
- 1966 : Les malabars sont au parfum : colonel Tumbled
- 1966 : La Ligne de démarcation : le colonel
- 1966 : Atout cœur à Tokyo pour OSS 117 : Babcock
- 1966 : La Fantastique Histoire vraie d'Eddie Chapman (Triple Cross) de Terence Young : un fermier anglais
- 1967 : Les Grandes Vacances : Jenkins, le domestique des Mac Farell
- 1970 : Les caprices de Marie : Cummins
- 1972 : L'Odeur des fauves : le général
- 1972 : Dans la poussière du soleil : Edwards
- 1972 : César et Rosalie : un acheteur étranger
- 1973 : L'Affaire Dominici : Sir Jack Drummond
- 1975 : The Great MacArthy : Ackerman
- 1975 : Inn of the Damned : Villager
- 1978 : Little Boy Lost : un gardien du magasin
- 1980 : Rush : Maxwell

### Télévision
- 1954-1955 : Sherlock Holmes (série télévisée) : Dr Jonas / Duncan Ross / Albert Snow / Juge Westlake / Un conducteur / Amos Carruthers
- 1967 : Les Cinq Dernières Minutes : La Mort masquée de Guy Lessertisseur  : Smithy
- 1968 : Kœnigsmark (téléfilm) : Smith
- 1972 : L'Atlantide (téléfilm) : Spardek
- 1972 : Number 96 (série télévisée) : Alex Bardwell (1974)
- 1973 : Les Malheurs de la comtesse (téléfilm) : le consul Trinidad
- 1973 : La Ligne de démarcation - épisode 2 : Mary (série télévisée) : le colonel
- 1974-1975 : Homicide (série télévisée) : Frankovic / Josef Stepanov
- 1976 : Rush (série télévisée) : Mitchell
- 1980 : Sanford (série télévisée) : Un invité à la fête
- 1980-1983 : La Petite Maison dans la prairie (The House on the Prairie) (série télévisée) : un sénateur / Mr. Hawkins
- 1981 : Archie Bunker's Place (série télévisée) : Un témoin
- 1981 : Goliath Awaits (Téléfilm) : Un vieil homme
- 1982 : Father Murphy (série télévisée) : City Slicker
- 1984 et 1988 : Les Routes du paradis (Highway to Heaven) (série télévisée) : Darrell Palmore / Maître D.
- 1985 : 1st & Ten (série télévisée) : Butler Wilson
- 1986 : Les Craquantes (Golden Girls) (série télévisée) : Wilfred Whitney Cheswick
- 1987 : Throb (série télévisée) : Kenneth
- 1990 : People Like Us (téléfilm) : Ormonde Van Degan
- 1991 : Génération Pub (Thirtysomething) (série télévisée) : Wohlman
- 1991 : Détective Philippe Lovecraft (téléfilm) : Butler Meadows
- 1993 : Cheers (série télévisée) : Grand-Père